# 50. ceremonia wręczenia Złotych Globów
Złote Globy za rok 1992 przyznano 24 stycznia 1993 r. w Beverly Hilton Hotel w Los Angeles. Nagrodę im. Cecila B. DeMille za całokształt twórczości otrzymała Lauren Bacall. Nagrodę Specjalną za rolę dubbingowaną w filmie Aladyn otrzymał Robin Williams

Laureaci:

## Kino

### Najlepszy film dramatyczny
Zapach kobiety, reż. Martin Brest

nominacje:
- Gra pozorów, reż. Neil Jordan
- Ludzie honoru, reż. Rob Reiner
- Powrót do Howards End, reż. James Ivory
- Bez przebaczenia, reż. Clint Eastwood

### Najlepsza komedia/musical
Gracz, reż. Robert Altman

nominacje:
- Aladyn, reż. John Musker, Ron Clements
- Czarowny kwiecień, reż. Mike Newell
- Miesiąc miodowy w Las Vegas, reż. Andrew Bergman
- Zakonnica w przebraniu, reż. Emile Ardolino

### Najlepszy aktor dramatyczny
Al Pacino - Zapach kobiety

nominacje:
- Robert Downey Jr. - Chaplin
- Tom Cruise - Ludzie honoru
- Jack Nicholson - Hoffa
- Denzel Washington - Malcolm X

### Najlepsza aktorka dramatyczna
Emma Thompson - Powrót do Howards End

nominacje:
- Sharon Stone - Nagi instynkt
- Susan Sarandon - Olej Lorenza
- Michelle Pfeiffer - Pole miłości
- Mary McDonnell - Wygrać z losem

### Najlepszy aktor w komedii/musicalu
Tim Robbins - Gracz

nominacje:
- Tim Robbins - Bob Roberts
- Nicolas Cage - Miesiąc miodowy w Las Vegas
- Billy Crystal - Komik na sobotę
- Marcello Mastroianni - Druga miłość

### Najlepsza aktorka w komedii/musicalu
Miranda Richardson - Czarowny kwiecień

nominacje:
- Meryl Streep - Ze śmiercią jej do twarzy
- Geena Davis - Ich własna liga
- Whoopi Goldberg - Zakonnica w przebraniu
- Shirley MacLaine - Druga miłość

### Najlepszy aktor drugoplanowy
Gene Hackman - Bez przebaczenia

nominacje:
- Jack Nicholson - Ludzie honoru
- Al Pacino - Glengarry Glen Ross
- David Paymer - Komik na sobotę
- Chris O’Donnell - Zapach kobiety

### Najlepsza aktorka drugoplanowa
Joan Plowright - Czarowny kwiecień

nominacje:
- Geraldine Chaplin - Chaplin
- Miranda Richardson - Skaza
- Judy Davis - Mężowie i żony
- Alfre Woodard - Wygrać z losem

### Najlepsza reżyseria
Clint Eastwood - Bez przebaczenia

nominacje:
- Rob Reiner - Ludzie honoru
- James Ivory - Powrót do Howards End
- Robert Altman - Gracz
- Robert Redford - Rzeka wspomnień

### Najlepszy scenariusz
Bo Goldman - Zapach kobiety

nominacje:
- Aaron Sorkin - Ludzie honoru
- Ruth Prawer Jhabvala - Powrót do Howards End
- Michael Tolkin - Gracz
- David Webb Peoples - Bez przebaczenia

### Najlepsza muzyka
Alan Menken - Aladyn

nominacje:
- Vangelis - 1492. Wyprawa do raju
- Jerry Goldsmith - Nagi instynkt
- John Barry - Chaplin
- Trevor Jones, Randy Edelman - Ostatni Mohikanin

### Najlepsza piosenka
"A Whole New World" - Aladyn - muzyka: Alan Menken; słowa: Tim Rice

nominacje:
- "Friend Like Me" - Aladyn - muzyka: Alan Menken; słowa: Howard Ashman
- "Prince Ali" - Aladyn - muzyka: Alan Menken; słowa: Howard Ashman
- "This Used To Be My Playground" - Ich własna liga - muzyka i słowa: Madonna, Shep Pettibone
- "Beautiful Maria of My Soul" - Królowie mambo - muzyka: Robert Kraft; słowa: Arne Glimcher

### Najlepszy film zagraniczny
Indochiny, reż. Régis Wargnier (Francja)

nominacje:
- Przepiórki w płatkach róży, reż. Alfonso Arau (Meksyk)
- Schtonk!, reż. Helmut Dietl (Niemcy)
- Wszystkie poranki świata, reż. Alain Corneau (Francja)
- Urga, reż. Nikita Michałkow (Rosja)